# 红星足球俱乐部
红星足球俱乐部（Red Star Football Club），简称巴黎红星或红星（Red Star），是一个位于法国巴黎的足球俱乐部，在2024-2025赛季参加法国足球乙级联赛。
红星足球俱乐部由法国足坛名宿儒勒·雷米于1897年2月21日在巴黎创办，是法甲的创始球队之一。自1909年起，红星足球俱乐部大部分时间都以位于巴黎北郊塞纳河畔圣旺的鲍尔体育场（Le Stade Bauer）为主场。
红星足球俱乐部曾于1934, 1939年两获法国足球乙级联赛冠军，并于1921, 1922, 1923, 1928, 1942年五获法国杯冠军。

## 球队历史
1897年2月21日，儒勒·雷米与他的兄弟莫德斯特和几个朋友在巴黎的一家咖啡馆里创办了红星足球俱乐部。俱乐部的名字“红星（Red Star）”来自于球队的第一位赞助人：雷米家族的家庭英文老师珍妮女士。创办之初，儒勒姐姐玛丽的丈夫让·德·皮萨克 (Jean de Piessac)被任命为俱乐部的主席，但不久后被儒勒本人取代。1897年3月12日，儒勒和莫德斯特在法国体育运动协会联盟正式注册了红星足球俱乐部。
红星足球俱乐部建立的头10年在法国还不成熟的足球比赛中并没有取得好成绩，但有两名队员在代表法国参加了1908年奥运会。1909年10月24日，俱乐部现在的主场鲍尔体育场落成，球队自此搬到了巴黎北郊的塞纳河畔圣旺。
1919年，法国足球协会成立，红星成为了第二号会员，会员编号为500002。自此，俱乐部进入了黄金时代。1921年到1921年，红星连续3年获得了法国杯冠军，该连胜记录到2017年才被巴黎圣日耳曼打破。
1931年1月，法国足球开始职业化，红星成为了甲级联赛的创始球队。第二次时间大战期间，球队设法保存了实力，并夺取了队史最后一次法国杯冠军。
战后，球队处于困境之中，但大多数时间仍在法国甲级联赛和乙级联赛之间徘徊。1972-1973赛季结束时，球队从甲级联赛降级并被圣旺市政府接管。在1973-1974赛季，市政府进行了昂贵的引援，使得球队在法国足球乙级联赛B组夺冠并在得以重返甲级联赛，但也让球队产生了巨大的经济问题。在1974-1975赛季的末尾，红星最后一次从甲级联赛降级。尽管在1977-1978赛季，球队取得了升级甲级联赛的资格，但是市政府还是在1978年5月23日宣布俱乐部破产。
红星的前队员让-克洛德·布拉（Jean-Claude Bras）于同年重建了俱乐部，但在20世纪的最后二十年，红星再也没能重现往日的辉煌。更糟糕的是，球队还曾一度失去了主场——鲍尔体育场，和职业地位——降级到了法国全国乙组联赛。
2003年，球队再次破产。同年，一些球迷为了挽救球队，成立了一个公司来接管红星。在2003年到2014年之间，球队都在低级联赛徘徊。2015年，球队在法国全国联赛夺冠，得以重返乙级联赛。2017年，球队再次降级。尽管2018-2019赛季球队再次因在法国全国联赛夺冠而重返乙级联赛，但是当赛季就又降级了。之后球队就一直在法国全国联赛踢球。
2022年5月，红星被投资公司777 Partners收购。2024年，红星提前1轮获得2023-2024赛季法国全国联赛冠军。

## 球队荣誉
- 法国足球乙级联赛
  - 冠军 (3): 1934, 1939, 1974
  - 亚军 (3): 1954, 1965, 1976

- 法国全国联赛
  - 冠军 (3): 2015, 2018, 2024

- 法国杯
  - 冠军 (5): 1921, 1922, 1923, 1928, 1942
  - 亚军 (1): 1946

## 球队近年联赛成绩[2]
| 赛季        | 排名 | 积分 | 赛 | 胜 | 平 | 负 | 进球 | 失球 | 净胜球 | 联赛级别     |
| ----------- | ---- | ---- | -- | -- | -- | -- | ---- | ---- | ------ | ------------ |
| 2013 - 2014 | 7    | 48   | 34 | 12 | 12 | 10 | 37   | 33   | 4      | 法国全国联赛 |
| 2014 - 2015 | 1    | 70   | 34 | 21 | 7  | 6  | 68   | 30   | 38     | 法国全国联赛 |
| 2015 - 2016 | 5    | 64   | 38 | 18 | 10 | 10 | 43   | 38   | 5      | 法国乙级联赛 |
| 2016 - 2017 | 19   | 36   | 38 | 8  | 12 | 18 | 36   | 56   | -20    | 法国乙级联赛 |
| 2017 - 2018 | 1    | 56   | 32 | 15 | 11 | 6  | 41   | 25   | 16     | 法国全国联赛 |
| 2018 - 2019 | 20   | 30   | 38 | 7  | 9  | 22 | 28   | 58   | -30    | 法国乙级联赛 |
| 2019 - 2020 | 4    | 42   | 25 | 12 | 6  | 7  | 30   | 22   | 8      | 法国全国联赛 |
| 2020 - 2021 | 7    | 47   | 34 | 11 | 14 | 9  | 39   | 33   | 6      | 法国全国联赛 |
| 2021 - 2022 | 11   | 44   | 34 | 13 | 6  | 15 | 55   | 50   | 5      | 法国全国联赛 |
| 2022 - 2023 | 3    | 60   | 34 | 17 | 9  | 8  | 51   | 30   | 21     | 法国全国联赛 |
| 2023 - 2024 | 1    | 65   | 34 | 19 | 8  | 7  | 55   | 34   | 21     | 法国全国联赛 |